# Hyalite
Opal-AN est la terminologie retenue pour désigner une variété d'opale la hyalite.  La formule chimique est celle de l'opale : SiO2nH2O. Le mot « hyalite » dérive du grec ancien ὕαλος, « qui a la transparence du verre ».
L'habitus est une forme incolore à blanche sous forme de concrétions globulaires empilées pouvant donner des masses de plusieurs centimètres d'épaisseur.

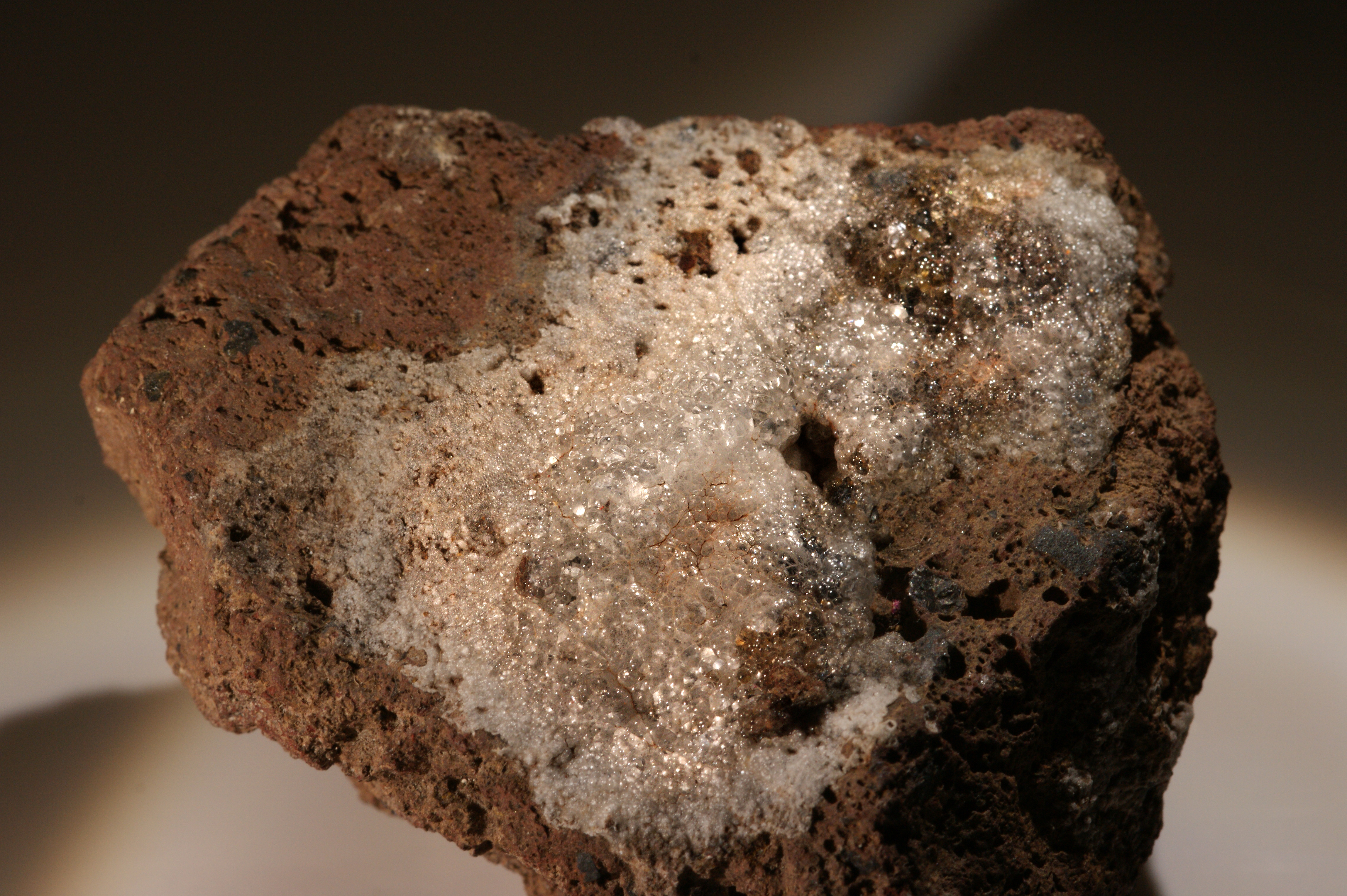
Opal A_{N}(Hyalite) - Puy de Corent - Soulasse- Puy de Dome - France (53x43mm)

## Gîtologie
Elle se forme dans les roches volcaniques ou plus rarement dans les pegmatites pour des dépôts de silice à température élevée.

## Synonymie[1]
- hyaline,
- hyalite,
- jalite